# Airco DH.3
LAirco DH.3 fu un bombardiere bimotore biplano progettato da Geoffrey de Havilland e realizzato dall'azienda britannica Aircraft Manufacturing Company - Airco nel 1917.
Destinato all'utilizzo durante la prima guerra mondiale, non superò la fase di prototipo ed il progetto venne abbandonato.

## Storia

### Sviluppo
Durante i primi anni di guerra, l'evoluzione dell'arma aerea ebbe come conseguenza l'esigenza, da parte delle forze aeree britanniche, di valutare la dotazione per la propria forza aerea di un bombardiere strategico diurno a lungo raggio in grado di attaccare le forze nemiche partendo da aerodromi in territorio nazionale.
Geoffrey de Havilland, incaricato dall'Airco nel progettare un velivolo che rispondesse a tale esigenza, disegnò nel 1916 un modello che si discostava dalla sua precedente produzione, i monomotori DH.1 e DH.2, dalle dimensioni più generose, sia in lunghezza che in apertura alare, abbandonando la struttura a doppia trave di coda tubolare per adottare una fusoliera slanciata ed adottando un impennaggio monoderiva dalle forme arrotondate ed armoniose, una caratteristica quest'ultima che restò comune a molti dei progetti di de Havilland. La propulsione era affidata a due motori Beardmore 120 hp da 120 hp (89 kW) in configurazione spingente e posizionati in gondole interalari e per evitare eccessivi urti durante gli atterraggi, furono inserite due ruote sotto il muso.
Il primo prototipo, designato DH.3, venne portato in volo per la prima volta il 1º gennaio 1917. confermando la bontà del progetto pur rivelandosi sottopotenziato.
Un secondo prototipo, designato DH.3A fu costruito con un più potente motore Beardmore (160 hp, 119 kW) ed il War Office commissionò un ordine di 50 esemplari. Tuttavia l'ordine fu poi annullato perché da una parte si ritenne che il bombardamento strategico non fosse utile in guerra, e dall'altra perché si ritenevano i bombardieri bimotori poco praticabili; i due prototipi vennero demoliti nel 1917.
Il DH.3 venne comunque utilizzato come base per lo sviluppo del successivo DH.10, portato in volo nel marzo del 1918, oramai troppo tardi per essere utilizzato nel conflitto.

## Descrizione tecnica
Il DH.3 era un velivolo dall'aspetto classico per la tipologia, bimotore biplano a carrello fisso ed impennaggio monoderiva.
La fusoliera era costruita con struttura in travi di abete, rivestito in tela nella parte posteriore e sostituita da pannelli in compensato sulla parte anteriore per aumentarne la resistenza. Di dimensioni laterali particolarmente contenute, si allargava in prossimità della sua giunzione con l'ala inferiore ed integrava i tre abitacoli aperti, quello destinato al pilota posizionato poco prima delle ali, un secondo, destinato al mitragliere di coda, dopo il bordo d'uscita alare, in parte nel tentativo di spostare il centro di gravità in avanti, ed il terzo sull'estrema parte anteriore a disposizione del mitragliere frontale. posteriormente terminava in un impennaggio monoderiva con l'elemento verticale dalle forme arrotondate e grandi piani orizzontali controventati.
La configurazione alare era biplana, con ala superiore ed inferiore di ugual misura, realizzate con struttura in legno ricoperta di tela ed entrambe dotate di alettoni.
Il carrello d'atterraggio era fisso, costituito da un asse ruotato principale sotto le ali integrato anteriore ad un secondo asse ruotato sotto il naso con funzione antiribaltamento ed un pattino di appoggio posteriore posizionato sotto la coda.
La propulsione era affidata ad una coppia di motori Beardmore, nel DH.3 un Beardmore 120 hp da 120 hp (89 kW) sostituito nel DH.3A dal Beardmore 160 hp da 160 hp (119 kW), entrambi dei 6 cilindri in linea raffreddati ad acqua collocati in configurazione spingente e posizionati in gondole interalari sopra il carrello principale, nel DH.3 in posizione avanzata che costrinse ad adottare un lungo albero di trasmissione lungo per collegarlo all'elica, soluzione corretta nel DH.3A spostando il gruppo in prossimità del bordo d'uscita alare. In entrambi i casi erano abbinati ad eliche bipala in legno a passo fisso.
L'armamento consisteva in una coppia di mitragliatrici difensive Lewis calibro.303 in (7,7 mm) brandeggiabili posizionate nell'abitacolo anteriore ed in quello posteriore e nel carico bellico offensivo previsto consistente in 680 lb (308 kg) di bombe a caduta.